# Greatest Hits: My Prerogative
Greatest Hits: My Prerogative je prva kompilacija najvećih hitova američke pjevačice Britney Spears, objavljena je 1. studenog 2004. u SADu pod izdanjem 
Jive Recordsa.
Album sadrži sve njezine hit singlove od "...Baby One More Time" do "Outrageous", album jedino nije uključivao pjesmu "From the Bottom of My Broken Heart". 
Objavljene su tri nove pjesme, obrada Bobby Browna "My Prerogative" (pjesma je objavljena kao glavni singl), "Do Somethin'" (objavljena kao singl) i "I've Just Begun (Having My Fun)" koja se kasnija nalazila na videoalbumu In the Zone.

## Vrste izdanja
- Limitirano izdanje sadrži bonus CD s remiksevima, izašlo je u obliku digipaka, u kome je izgledalo sve isto kao i na standardnom izdanju osim što su boje malo tamnije zbog blistavog efekta. U albumu se nalazi kolaž sa svim njezinim albumima i singlovima. U tom izdanju se nalazi pjesma "Chris Cox Megamix".
- Eco-Friendly Package 16. veljače 2007. je album ponovno objavljen u Europi i Kanadi. Omot albuma je napravljen od recikliranog papira. U njemu se nalazi pjesma "I've Just Begun (Having My Fun)". Eco-Friendly Package je u 2009. objavljena i u SAD-u.
- Italian Limited Box posebno izdanje koje je objavljeno samo u Italiji, sadrži CD i DVD.

## Popis pjesama
| Br. | Skladba                                                        | Trajanje |
| --- | -------------------------------------------------------------- | -------- |
| 1.  | »My Prerogative« (neobjavljena pjesma)                         | 3:33     |
| 2.  | »Toxic« (sa In the Zone)                                       | 3:19     |
| 3.  | »I'm a Slave 4 U« (sa Britney)                                 | 3:25     |
| 4.  | »Oops!... I Did It Again« (sa Oops!... I Did It Again)         | 3:33     |
| 5.  | »Me Against the Music« (feat. Madonna, s In the Zone)          | 3:45     |
| 6.  | »Stronger« (s Oops!... I Did It Again)                         | 3:26     |
| 7.  | »Everytime« (s In the Zone)                                    | 3:51     |
| 8.  | »...Baby One More Time« (sa ...Baby One More Time)             | 3:32     |
| 9.  | »(You Drive Me) Crazy« (sa ...Baby One More Time)              | 3:18     |
| 10. | »Boys« (s Britney)                                             | 3:47     |
| 11. | »Sometimes« (...Baby One More Time)                            | 4:05     |
| 12. | »Overprotected« (s Britney)                                    | 3:20     |
| 13. | »Lucky« (s Oops!... I Did It Again)                            | 3:26     |
| 14. | »Outrageous« (s In the Zone)                                   | 3:27     |
| 15. | »Don't Let Me Be the Last to Know« (s Oops!... I Did It Again) | 3:51     |
| 16. | »Born to Make You Happy« (sa ...Baby One More Time)            |          |
| 17. | »I Love Rock 'n' Roll« (s Britney)                             | 3:08     |
| 18. | »I'm Not a Girl, Not Yet a Woman« (s Britney)                  | 3:51     |
| 19. | »I've Just Begun (Having My Fun)« (neobjavljena pjesma)        | 3:23     |
| 20. | »Do Somethin'« (neobjavljena pjesma)                           | 3:22     |

Bonus CD s remiksevima
| Br. | Skladba                                  | Trajanje |
| --- | ---------------------------------------- | -------- |
| 1.  | »Toxic« (Armand Van Helden Remix)        | 9:33     |
| 2.  | »Everytime« (Valentin Remix)             | 3:26     |
| 3.  | »Breathe on Me« (Jacques Lu Cont Mix)    | 8:08     |
| 4.  | »Outrageous« (Junkie XL's Dancehall Mix) | 2:56     |
| 5.  | »Stronger« (Miguel 'Migs' Vocal Mix)     | 6:31     |
| 6.  | »I'm a Slave 4 U« (Thunderpuss Club Mix) | 8:46     |
| 7.  | »Chris Cox Megamix«                      | 4:57     |

## Top liste
| Top lista (2004.)       | Najviša pozicija |
| ----------------------- | ---------------- |
| Australija              | 4                |
| Austrija                | 4                |
| Belgija (Flandrija)     | 5                |
| Belgija (Valonija)      | 2                |
| Kanada                  | 3                |
| Danska                  | 2                |
| European Top 100 Albums | 3                |
| Francuska               | 1                |
| Finska                  | 4                |
| Irska                   | 1                |
| Italija                 | 7                |

| Top lista (2004.)     | Najviša pozicija |
| --------------------- | ---------------- |
| Japan                 | 1                |
| Nizozemska            | 7                |
| Novi Zeland           | 17               |
| Njemačka              | 4                |
| Norveška              | 4                |
| Portugal              | 5                |
| SAD Billboard 200     | 4                |
| Švedska               | 14               |
| Švicarska             | 6                |
| Ujedinjeo Kraljevstvo | 2                |